# Elecciones provinciales de Córdoba de 1998
Las elecciones generales de la provincia de Córdoba de 1998 tuvieron lugar el 20 de diciembre del mencionado año con el objetivo de elegir al Gobernador, al Vicegobernador, siendo adelantadas un año por el gobernador Ramón Mestre, de la Unión Cívica Radical, un intento de conseguir la reelección, siendo su compañero de fórmula Miguel Abella. José Manuel de la Sota, que había enfrentado una dura contienda para recuperar el control del Partido Justicialista cordobés, había configurado la coalición Unión por Córdoba (UpC), presentándose por tercera vez para la gobernación, con Germán Kammerath, de la Unión del Centro Democrático (UCeDé), como compañero de fórmula.
Debido a una crisis en la sección cordobesa de la Alianza, entre la Unión Cívica Radical y el Frente País Solidario, por la reelección de Mestre, el FREPASO se presentó por separado en aquella provincia, repitiendo la candidatura de Humberto Volando con Horacio Viqueira como compañero de fórmula. Acción por la República, partido liderado por Domingo Cavallo, presentó a Guillermo Johnson, que ya había sido candidato del justicialismo en 1995. Las elecciones fueron consideradas de gran importancia por los partidos a nivel nacional, debido a su considerable adelantamiento, teniendo lugar casi diez meses antes que las elecciones presidenciales a nivel nacional, y a la importancia general de Córdoba al ser la segunda provincia más poblada del país.
Con el resonante ascenso de la Alianza en las anteriores elecciones legislativas del año anterior, se preveía un triunfo ajustado para Mestre. Sin embargo, la ruptura con el FREPASO a nivel provincial, sumado a una ola de descontento social contra la gestión de Mestre, además del agotamiento político del radicalismo luego de una década y media en el poder, provocaron que De la Sota obtuviera una arrolladora victoria con el 49.59% de los votos contra el 40.47% del gobernador incumbente. La victoria de De la Sota quebró quince años de dominación de la Unión Cívica Radical sobre la política cordobesa, e inició veinte años de dominación de la coalición Unión por Córdoba, que gobierna la provincia hasta la actualidad.

## Antecedentes
Incluso en los tiempos de mayor dominación del peronismo o justicialismo en la política argentina, Córdoba fue siempre la provincia donde obtenía sus resultados electorales más estrechos. En las elecciones presidenciales de 1946, fue una de las cuatro provincias donde Juan Domingo Perón no logró imponerse, con la Unión Democrática logrando el 55.63% de los sufragios. En las elecciones de 1951, en las cuales Perón resultó reelecto, fue la provincia donde triunfó por menos margen con el 52.72% de los votos contra el 41.49% del radical Ricardo Balbín. La rebelión militar que derrocó al peronismo en septiembre de 1955 se desató precisamente en dicha provincia. En las elecciones de marzo de 1973, mientras que el Frente Justicialista de Liberación (FREJULI), obtenía una amplia victoria a nivel nacional, en Córdoba la elección fue mucho más ajustada y se definió en segunda vuelta entre el peronista Ricardo Obregón Cano y el radical Víctor Martínez, triunfando el primero por un estrecho margen. Desde el Navarrazo, un golpe de Estado policial perpetuado contra Obregón Cano en febrero de 1974, Córdoba no tenía un gobernador justicialista electo.
Desde su aplastante victoria en 1983, al restaurarse la democracia constitucional en Argentina, la Unión Cívica Radical (UCR) gobernaba Córdoba ininterrumpidamente, primero con los tres mandatos de Eduardo Angeloz (1983-1995) y luego con Ramón Mestre (1995-1999). A pesar de las fuertes crisis electorales sufridas por el radicalismo a nivel nacional, en 1987 y 1995, el radicalismo se mantuvo imbatible en Córdoba, principalmente debido a la división del peronismo provincial.
Durante la mayor parte del período de dominación radical, el peronismo estuvo liderado por un sector "renovador" que dirigía José Manuel de la Sota. De la Sota perdió la gobernación dos veces contra Angeloz, en 1987 y 1991, lo que provocó su desplazamiento como líder y su estigmatización como "eterno perdedor". Sin embargo, incluso con el radicalismo quedando en tercer lugar en las elecciones presidenciales, y con Angeloz imposibilitado para una nueva reelección, el candidato justicialista Guillermo Johnson no logró imponerse ante Ramón Mestre y De la Sota recuperó el control del justicialismo cordobés, por lo que comenzó las negociaciones y logró una alianza con los partidos Acción por el Cambio y Unión del Centro Democrático, formando la coalición Unión por Córdoba, por la que volvería a presentarse a la gobernación.

## Campaña
Durante su campaña, Mestre trató de destacar su gestión política personal, evocando la estabilización de la economía después de haber recibido el cargo anticipadamente de Eduardo Angeloz, y trató de desviar la idea de que su reelección era solo la continuidad de la UCR en el poder después de más de una década. Intentó atacar a De la Sota recordándole al electorado que era menemista y que su victoria significaría un continuismo de las políticas llevadas hasta entonces por el peronismo a nivel nacional, tendencia que para entonces padecía de un fuerte rechazo público debido al desmejoramiento e la economía desde la reelección de Menem en 1995. La campaña proselitista de De la Sota destacó por su promesa de la reducción de un 30% de los impuestos, promesa que fue descartada por varios medios como dudosa o fantaseosa.
Hasta octubre de 1998, las encuestas le daban a Mestre una ajustada victoria, debido a las divisiones del peronismo a nivel nacional luego de que Domingo Cavallo fundase Acción por la República. Sin embargo, durante noviembre el apoyo al gobernador fue decayendo, sobre todo debido a no estar aliado con el FREPASO y a su retórica agresiva. El apoyo a Johnson, candidato del cavallismo, también cayó en un 80% en beneficio de De la Sota como un voto táctico contra el oficialismo. En las últimas semanas antes de los comicios el candidato justicialista logró colocarse primero en las encuestas.

## Encuestas de opinión
|                                                          |               |      |      |     |     |     |
|                                                          |               |      |      |     |     |     |
| 18 de diciembre de 1998                                  | Julio Aurelio | 45,9 | 37,5 | 7,9 | 5,7 | 3,0 |
| 18 de diciembre de 1998                                  | Julio Aurelio | 44,6 | 39,9 | 7,0 | 5,3 | 3,2 |
| 18 de diciembre de 1998                                  | Julio Aurelio | 48,1 | 38,4 | 6,2 | 4,3 | 3,0 |
| Fuente: Elecciones a Gobernador - Tendencias Electorales |               |      |      |     |     |     |

## Resultados
|  | 33,90 % |

|  | 8,60 % |

|  | 7,09 % |

|  | 49,59 % |

|  | 35,87 % |

|  | 2,57 % |

|  | 2,03 % |

|  | 0,30 % |

|  | 40,78 % |

|  | 4,80 % |

|  | 2,52 % |

|  | 0,71 % |

|  | 0,53 % |

|  | 0,43 % |

|  | 0,37 % |

|  | 96,45 % |

|  | 2,06 % |

|  | 1,49 % |

|  | 100 % |

|  | 79,17 % |

## Consecuencias
A pesar del quiebre de la dominación radical, imperante desde la restauración democrática, varios analistas, así como algunas encuestas dentro de la provincia, pronosticaron que los cordobeses votaron mayoritariamente por De la Sota "teniendo en cuenta únicamente sus intereses locales", por lo que preveían que de todas formas Fernando de la Rúa, el candidato radical de la Alianza para Presidente de la Nación, triunfaría en la provincia. Efectivamente, en las elecciones presidenciales y legislativas a nivel nacional en octubre de 1999, la Alianza obtuvo un resonante triunfo tanto a nivel nacional como provincial.